# Danh sách quân chủ Baden
Baden là một trong số những Lãnh địa Đế chế (Tiếng Đức: Reichsstand) và sau là một trong những nhà nước Đức giáp biên giới với Pháp, với phần lãnh thổ nằm dọc theo bờ Đông sông Rhine, tức nằm đối diện với xứ Alsace và Platz.

## Bá tước xứ Breisgau
Lãnh thổ xứ Baden có nguồn gốc từ Bá quốc Breisgau, một trong những nhà nước sơ kỳ trung cổ của Công quốc Schwaben. Thứ tự các bá tước bắt đầu được ghi chép lại dưới sự cai trị của nhà Zähringen. Năm 1061, các bá tước được thêm vào danh hiệu Phiên hầu tước xứ Verona, và mặc dù sau này để mất thành Verona thì họ vẫn giữ tước hiệu này cho con cháu mình.
- Berthold I, trước 962 – 982
- Berthold II, 982 – 1005/06
- Berthold III, 1005/06 – 1024
- Berthold IV, 1024 – 1073

## Phiên hầu tước xứ Baden
Vào thế kỷ thứ 11, Công quốc Schwaben ngày càng phân quyền do thiếu một chính thể đủ mạnh để cai trị tập trung nhà nước này. Thay vào đó, quyền lực bị chia xẻ cho các vương tộc, tiêu biểu như Vương tộc Staufer, Vương tộc Welf, Vương tộc Hasburg và Vương tộc Zähringen. Hoàng đế Heinrich III hứa hẹn phân chia tước hiệu công tước cho hậu duệ nhà Zähringen của Berthold. Tuy nhiên, vào năm 1056, Heinrich III mất và vợ góa của ông là Agnès xứ Poitou chọn Rudolf xứ Rheinfelden làm công tước xứ Schwaben. Còn Berthold từ bỏ quyền thừa kế của mình với tước vị và được bồi thường bằng lãnh thổ Công quốc Kärnten và Phiên hầu quốc Verona. Tuy nhiên ông không thể tự thiết lập quyền cai trị của mình và sau đó đánh mất cả hai vùng lãnh thổ trên, khi mà Heinrich IV của Đức phế truất ông trong sự kiện "Tranh cãi Bổ nhiệm Giáo sĩ" năm 1077. Berthold sau đó lui về lãnh thổ quê hương Swabia của ông, nơi mà ông sẽ qua đời vào năm sau. Tuy vậy, con cả của ông là Hermann I vẫn tiếp tục sử dụng tước hiệu phiên hầu tước xứ Verona.
Hermann II, con cả của Hermann I và là cháu đích tôn của Berthold, đồng ý ký thỏa thuận với nhà Staufer, và vào năm 1098 thì được trao quyền cai trị trực tiếp lãnh địa đế quốc bởi Hoàng đế Heinrich IV. Ông chọn Đức, nơi mà ông sinh ra và lớn lên, làm địa điểm đặt dinh thự của mình. Sự lựa chọn lãnh địa của ông dẫn ông tới Baden (nay là Baden-Baden), nơi mà cha ông giành được thông quan hôn nhân với Judith xứ Backnang-Sulichgau, nữ Bá tước xứ Eberstein-Calw. Tại Baden, ông xây dựng nên lâu đài Hohenbaden. Việc xây dựng lâu đài bắt đầu từ năm 1100, và đến năm 1112, khi việc xây dựng lâu đài hoàn tất, ông đã đánh đấu sự kiện hoàn thành lâu đài bằng việc chọn tước hiệu của Phiên hầu tước xứ Baden.

### Nhà Zähringen

#### Phân chia lãnh thổ Baden dưới sự cai trị của nhà Zähringen
|                                                                        |                                                                        |                                                                        |                                                                                   |                                                                                   |                                                                                   |
| Phiên hầu tước Baden (1161 – 1515) (Nhánh Baden-Pforzheim từ năm 1348) | Phiên hầu tước Baden (1161 – 1515) (Nhánh Baden-Pforzheim từ năm 1348) | Phiên hầu tước Baden (1161 – 1515) (Nhánh Baden-Pforzheim từ năm 1348) | Baden-Hachberg (1190 – 1415)                                                      | Baden-Hachberg (1190 – 1415)                                                      | Baden-Hachberg (1190 – 1415)                                                      |
|                                                                        | Baden-Pforzheim (1290 – 1348)                                          | Baden-Eberstein (1290 – 1353)                                          |                                                                                   | Baden-Hachberg-Sausenberg (1290 – 1503)                                           | Baden-Hachberg-Sausenberg (1290 – 1503)                                           |
|                                                                        |                                                                        | Baden-Eberstein (1290 – 1353)                                          |                                                                                   | Baden-Hachberg-Sausenberg (1290 – 1503)                                           | Baden-Hachberg-Sausenberg (1290 – 1503)                                           |
|                                                                        |                                                                        | Baden-Eberstein (1290 – 1353)                                          |                                                                                   | Baden-Hachberg-Sausenberg (1290 – 1503)                                           | Baden-Hachberg-Sausenberg (1290 – 1503)                                           |
|                                                                        |                                                                        |                                                                        |                                                                                   | Baden-Hachberg-Sausenberg (1290 – 1503)                                           | Baden-Hachberg-Sausenberg (1290 – 1503)                                           |
|                                                                        |                                                                        |                                                                        |                                                                                   | Baden-Hachberg-Sausenberg (1290 – 1503)                                           | Baden-Hachberg-Sausenberg (1290 – 1503)                                           |
| (Năm 1515 phân chia lần thứ hai)                                       |                                                                        |                                                                        |                                                                                   |                                                                                   |                                                                                   |
|                                                                        |                                                                        | Baden-Sponheim (1515 – 1533)                                           | Phiên hầu tước Baden-Durlach (Nhánh Durlach-Sausenberg từ năm 1604) (1515 – 1771) | Phiên hầu tước Baden-Durlach (Nhánh Durlach-Sausenberg từ năm 1604) (1515 – 1771) | Phiên hầu tước Baden-Durlach (Nhánh Durlach-Sausenberg từ năm 1604) (1515 – 1771) |
|                                                                        |                                                                        |                                                                        | Phiên hầu tước Baden-Durlach (Nhánh Durlach-Sausenberg từ năm 1604) (1515 – 1771) | Phiên hầu tước Baden-Durlach (Nhánh Durlach-Sausenberg từ năm 1604) (1515 – 1771) | Phiên hầu tước Baden-Durlach (Nhánh Durlach-Sausenberg từ năm 1604) (1515 – 1771) |
| Baden-Baden (Nhánh Baden-Rodemachern từ năm 1588) (1515 – 1771)        | Baden-Baden (Nhánh Baden-Rodemachern từ năm 1588) (1515 – 1771)        | Baden-Rodemachern (1536 – 1666)                                        | Phiên hầu tước Baden-Durlach (Nhánh Durlach-Sausenberg từ năm 1604) (1515 – 1771) | Phiên hầu tước Baden-Durlach (Nhánh Durlach-Sausenberg từ năm 1604) (1515 – 1771) | Phiên hầu tước Baden-Durlach (Nhánh Durlach-Sausenberg từ năm 1604) (1515 – 1771) |
| Baden-Baden (Nhánh Baden-Rodemachern từ năm 1588) (1515 – 1771)        | Baden-Baden (Nhánh Baden-Rodemachern từ năm 1588) (1515 – 1771)        | Baden-Rodemachern (1536 – 1666)                                        | Baden-Durlach-Sausenberg (1577 – 1604)                                            |                                                                                   | Baden-Durlach-Hachberg (1577 – 1591)                                              |
|                                                                        |                                                                        | Baden-Rodemachern (1536 – 1666)                                        | Baden-Durlach-Sausenberg (1577 – 1604)                                            |                                                                                   | Baden-Durlach-Hachberg (1577 – 1591)                                              |
|                                                                        |                                                                        | Baden-Rodemachern (1536 – 1666)                                        | Baden-Durlach-Sausenberg (1577 – 1604)                                            |                                                                                   |                                                                                   |
|                                                                        |                                                                        |                                                                        |                                                                                   |                                                                                   |                                                                                   |
|                                                                        |                                                                        |                                                                        |                                                                                   |                                                                                   |                                                                                   |
| Phiên hầu tước Baden (Nhánh Baden-Durlach) (1771 – 1803)               |                                                                        |                                                                        |                                                                                   |                                                                                   |                                                                                   |

#### Danh sách người cai trị
Ghi chú: Giữa các năm 1090 và 1515, ở Baden tồn tại ba dòng chính được đánh số thứ tự riêng biệt: Nhánh đánh số Baden cho tất cả các vị quân chủ Baden trừ nhánh Hachberg; nhánh đánh số Hachberg áp dụng cho vùng lãnh thổ này; nhánh đánh số Hachberg-Sausenberg, là một nhánh nhỏ của nhánh đánh số Hachberg, với số đánh riêng biệt cho những người cai trị vùng này. Sau khi Baden thống nhất năm 1503, nhánh đánh sô Baden chiếm ưu thế cho việc đánh số  thứ tự những người cai trị.
| Tên | Chân dung                                                       | Sinh – mất                                    | Thời gian cai trị | Phần đất cai trị                       | Hôn nhân | Ghi chú |
| --- | --------------------------------------------------------------- | --------------------------------------------- | --- | -------------------------------------- | --- | --- |
| Berthold I |                                                                 | c. 1000 – 6 tháng 11 năm 1076                 | 1061 – 1072/1073 | Baden                                  | Richwara xứ Kärnten 1043 Ít nhất 5 người con Beatrix xứ Mousson 1056 Ít nhất 1 người con | Người sáng lập gia tộc Zähringen. Từ 1061 đến 1077 là Công tước xứ Kärnten và Phiên hầu tước xứ Verona. |
| Hermann I |                                                                 | c. 1040 – 25 tháng 4 năm 1074                 | 1072/1073 – 25 tháng 4 năm 1074 | Baden                                  | Beatrix xứ Backnang-Sulichgau Trước 1076 Ít nhất 1 người con | Tổ tiên nhánh Baden của nhà Zähringen. Với tư cách là con cả của Berthold I, ông cũng thừa hưởng tước vị Phiên hầu tước xứ Verona. Tuy vậy ông lại mất trước cha mình vào năm 1074 |
| Hermann II |                                                                 | c. 1060 – 7 tháng 10 năm 1130                 | 25 tháng 4 năm 1074 – 7 tháng 10 năm 1130 | Baden                                  | Judith xứ Backnang 1111 Ít nhất 1 người con | Xưng tước vị Phiên hầu tước sau khi việc xây dựng dinh thự tại Baden hoàn tất vào năm 1112. |
| Hermann III Vĩ đại |                                                                 | c. 1105 – 16 tháng 1 năm 1160                 | 7 tháng 10 năm 1130 – 16 tháng 1 năm 1160 | Baden                                  | Bertha xứ Lorraine Trước 1134 Ít nhất 1 người con Maria xứ Bohemia Sau 1141 Không có con | Năm 1151, Phiên hầu quốc Verona bị Ottokar III xứ Styria chiếm đóng và sau đó được phong tặng cho ông. Hai năm sau đó, trong một chứng thư đã được xác thực, Friedrich I Râu đỏ đã mua lâu đài Besigheim từ tay Hermann III |
| Hermann IV |                                                                 | c. 1135 – 13 tháng 10 năm 1190                | 16 tháng 1 năm 1160 – 13 tháng 10 năm 1190 | Baden                                  | Bertha xứ Tübingen Trước 1162 7 người con | |
| Heinrich I |                                                                 | Trước 1190 – 2 tháng 7 năm 1231               | 13 tháng 10 năm 1190 – 2 tháng 7 năm 1231 | Baden-Hachberg                         | Agnes xứ Urach Trước 1231 3 người con | |
| Hermann V |                                                                 | c. 1180 – 16 tháng 1 năm 1243                 | 13 tháng 10 năm 1190 – 16 tháng 1 năm 1243 | Baden                                  | Irmengard vùng Rhein c. 1217 4 người con | |
| Heinrich II |                                                                 | Trước 1231 – c. 1297/1298                     | 2 tháng 7 năm 1231 – 1289/1293 | Baden-Hachberg                         | Anna nhà Üsenberg Trước 1289 8 người con | Thoái vị năm 1389 để gia nhập Giáo binh đoàn Hiệp sĩ Teuton. |
| Hermann VI |                                                                 | c. 1225/1226 – 4 tháng 10 năm 1250            | 16 tháng 1 năm 1243 – 4 tháng 10 năm 1250 | Baden                                  | Gertrud của Áo c. 1248 2 người con | Tham gia quản lý Phong địa Bá tước xứ Sausenberg khi còn sống. Năm 1247 kết hôn với con gái của Công tước Áo, qua đó từ bỏ quyền thừa kế đối với xứ Baden. |
| Friedrich |                                                                 | 1249 – 29 tháng 10 năm 1268                   | 13 tháng 10 năm 1190 – 16 tháng 1 năm 1243 | Baden                                  | Có kết hôn nhưng không rõ thông tin | Đồng cai trị cùng chú của mình là Rudolph I. Mất năm 1268 sau khi thua trận cùng Konradin trong chiến tranh chống lại Charles II xứ Anjou. |
| Rudolf I |                                                                 | c. 1230 – 19 tháng 11 năm 1288                | 16 tháng 1 năm 1243 – 19 tháng 11 năm 1288 | Baden                                  | Kunigunde xứ Eberstein 20 tháng 5 năm 1257 7 người con | Đồng cai trị cùng Hermann VI cho đến năm 1247/1250. Nhận lâu đài Eberstein ông qua hôn nhân với nhà Eberstein năm 1250. Năm 1258 ông được Richarrd xứ Cornwall trao đất Steinbach, ngược lại thì lâu đài Liebeneck và làng Würm được bán cho lãnh chúa xứ Weissenstein. Trong thời kỳ cai trị của có xảy ra tranh chấp đất với Bá tước Württemberg và giám mục thành Straßburg.                                                                                                |
| Hermann VII Kẻ đánh thức |                                                                 | c. 1266 – 12 tháng 7 năm 1291                 | 19 tháng 11 năm 1288 – 12 tháng 7 năm 1291 | Baden                                  | Agnes xứ Truhendingen Trước 6 tháng 10 năm 1278 4 người con | Năm 1291 ông nhận một số vùng lãnh địa của Tu viện Weißenburg, bao gồm cả xứ Bietigheim. |
| Rudolf II Cả |                                                                 | ? – 14 tháng 2 năm 1295                       | 19 tháng 11 năm 1288 – 14 tháng 2 năm 1295 | Baden                                  | Adelheid xứ Ochsenstein 2 tháng 5 năm 1285 Không có con | Đồng cai trị cùng nhau. Từ năm 1290 cai trị các vùng lãnh thổ riêng biệt nhỏ hơn (?). |
| Rudolf III Thứ |                                                                 | ? – 2 tháng 2 năm 1332                        | 19 tháng 11 năm 1288 – 2 tháng 2 năm 1332 | Baden                                  | Jutta xứ Straßberg 1306 Không có con / 2 người con | Đồng cai trị cùng nhau. Từ năm 1290 cai trị các vùng lãnh thổ riêng biệt nhỏ hơn (?). |
| Hesso |                                                                 | c. 1268 – 13 tháng 2 năm 1297                 | 19 tháng 11 năm 1288 – 13 tháng 2 năm 1297 | Baden                                  | Clara xứ Klingen Không rõ thời gian kết hôn 1 người con Irmengard xứ Württemberg Không rõ thời gian kết hôn Không có con Adelheid xứ Rieneck Không rõ thời gian kết hôn 1 người con | Đồng cai trị cùng nhau. Từ năm 1290 cai trị các vùng lãnh thổ riêng biệt nhỏ hơn (?). |
| Heinrich III |                                                                 | ? – 1330                                      | 1289/1290/1293 – 1330 | Baden-Hachberg                         | Agnes xứ Hohenberg Không rõ thời gian kết hôn 3 người con | |
| Rudolf I |                                                                 | ? – 1313                                      | 1306 – 1313 | Baden-Hachberg-Sausenberg              | Agnes xứ Rötteln 1298/1299 4 người con | Con của Heinrich II. Sáng lập nhánh Hachberg-Sausenberg năm 1306. |
| Friedrich II |                                                                 | ? – 22 tháng 6 năm 1313                       | 12 tháng 7 năm 1291 – 22 tháng 6 năm 1313 | Baden-Eberstein                        | Agnes xứ Weinsberg Trước 16 tháng 10 năm 1312 Khoảng từ 1 đến 5 người con Margarete xứ Vaihingen Sau 3 tháng 5 năm 1320 Nhiều nhất 4 người con | Ông nhận đất Baden-Baden và Eberstein, qua đó sáng lập nhánh Baden-Eberstein. |
| Herman VIII |                                                                 | ? – 1300                                      | 12 tháng 7 năm 1291 – 1300 | Baden-Pforzheim                        | Không kết hôn | Đồng cai trị cùng em trai Rudolf IV xứ Baden-Pforzheim. |
| Rudolf Hesso |                                                                 | Trước 1291 – 17 tháng 8 năm 1335              | 13 tháng 2 năm 1297 – 17 tháng 8 năm 1335 | Baden                                  | Johanna xứ Mömpelgard Sau 26 tháng 3 năm 1324 2 người con | Đồng cai trị xứ Baden cùng Rudolf III xứ Baden cho đến năm 1332. Mất mà không có con nối dõi nên chú của ông là Rudolf IV xứ Baden-Pforzheim thừa hưởng quyền cai trị Phiên hầu quốc sau khi ông mất. |
| Rudolf IV |                                                                 | ? – 25 tháng 6 năm 1348                       | 12 tháng 7 năm 1291 – 17 tháng 8 năm 1335 | Baden-Pforzheim                        | Luitgard xứ Bolanden Trước 28 tháng 2 năm 1318 Không có con Maria xứ Oettingen Trước 18 tháng 2 năm 1326 2 người con | Đồng cai trị xứ Pforzheim cùng Herman VIII xứ Baden-Pforzheim cho đến năm 1330. Năm 1335 thừa hưởng quyền cai trị toàn Phiên hầu quốc Baden sau khi Rudolf Hesso xứ Baden mất. |
| Rudolf IV | 17 tháng 8 năm 1335 – 25 tháng 6 năm 1348                       | ? – 25 tháng 6 năm 1348                       | Baden |                                        | Luitgard xứ Bolanden Trước 28 tháng 2 năm 1318 Không có con Maria xứ Oettingen Trước 18 tháng 2 năm 1326 2 người con | Đồng cai trị xứ Pforzheim cùng Herman VIII xứ Baden-Pforzheim cho đến năm 1330. Năm 1335 thừa hưởng quyền cai trị toàn Phiên hầu quốc Baden sau khi Rudolf Hesso xứ Baden mất. |
| Heinrich |                                                                 | 1300 – 1318                                   | 1313 – 1318 | Baden-Hachberg-Sausenberg              | Không kết hôn | Con của Rudolf IV xứ Baden. Đồng cai trị cùng nhau. Otto I xứ Hachberg-Sausenberg sau đồng cai trị cùng con của Rudolf II là Rudoft III cai trị đất Hachberg-Sausenberg cho đến lúc mất. |
| Rudolf II |                                                                 | 1301 – 1352                                   | 1313 – 1352 | Baden-Hachberg-Sausenberg              | Katharina xứ Thierstein Không sau năm 1343 Ít nhất 2 người con | Con của Rudolf IV xứ Baden. Đồng cai trị cùng nhau. Otto I xứ Hachberg-Sausenberg sau đồng cai trị cùng con của Rudolf II là Rudoft III cai trị đất Hachberg-Sausenberg cho đến lúc mất. |
| Otto I |                                                                 | 1302 – 1384                                   | 1318 – 1384 | Baden-Hachberg-Sausenberg              | Katharina xứ Grandson Không rõ thời gian kết hôn Không có con Elisabeth xứ Strassberg Không rõ thời gian kết hôn Không có con | Con của Rudolf IV xứ Baden. Đồng cai trị cùng nhau. Otto I xứ Hachberg-Sausenberg sau đồng cai trị cùng con của Rudolf II là Rudoft III cai trị đất Hachberg-Sausenberg cho đến lúc mất. |
| Heinrich IV |                                                                 | ? – 1369                                      | 1330 – 1369 | Baden-Hachberg                         | Anna xứ Üsenberg Không sau năm 1369 4 người con | |
| Herman IX |                                                                 | ? – 13 tháng 4 năm 1353                       | 22 tháng 6 năm 1313 – 13 tháng 4 năm 1353 | Baden-Eberstein                        | Matilde xứ Vaihingen Trước 3 tháng 6 năm 1341 1 người con | Năm 1334 nhượng xứ Iburg cho họ hàng của ông là Rudolf IV xứ Baden. Mất mà không có con nối dõi nên vùng lãnh thổ được trao cho người họ hàng khác của ông là Rudolf VI xứ Baden cai trị. |
| Rudolf V |                                                                 | ? – 28 tháng 8 năm 1353                       | 25 tháng 6 năm 1348 – 28 tháng 8 năm 1353 | Baden-Pforzheim                        | Adelheid xứ Belfort 26 tháng 8 năm 1347 Không có con | Năm 1356, Rudolf V đạt thỏa thuận thừa kế với người cháu họ của mình là Rudolf VI, với việc Rudolf VI được chỉ định làm người thừa kế. Sau này chính Rudolf VI sẽ thống nhất trở lại xứ Baden. |
| Friedrich II Hòa bình |                                                                 | 1327 – 2 tháng 9 năm 1353                     | 25 tháng 6 năm 1348 – 2 tháng 9 năm 1353 | Baden                                  | Margareta xứ Baden c, 1345 2 người con | |
| Rudolf VI Vĩ đại |                                                                 | ? – 21 tháng 3 năm 1372                       | 2 tháng 9 năm 1353 – 21 tháng 3 năm 1372 | Baden                                  | Mechthild xứ Sponheim Không sau năm 1634 3 người con | Năm 1361 ông thống nhất toàn bộ lãnh thổ Baden do các nhánh còn lại mất mà không có người nối dõi. |
| Otto I |                                                                 | ? – 9 tháng 6 năm 1386                        | 1369 – 9 tháng 6 năm 1386 | Baden-Hachberg                         | Không kết hôn | |
| Bernhard I |                                                                 | 1364 – 5 tháng 4 năm 1431                     | 21 tháng 3 năm 1372 – 5 tháng 4 năm 1431 | Baden                                  | Margarete xứ Hohenberg 1384 Không có con Anna xứ Oettingen 15 tháng 9 năm 1397 10 người con | Đồng cai trị xứ Baden. Năm 1415 Bernhard I mua lại xứ Hachberg và thêm một phần xứ Oberland. |
| Rudolf VII |                                                                 | ? – 1391                                      | 21 tháng 23 năm 1372 – 1391 | Baden                                  | Không kết hôn | Đồng cai trị xứ Baden. Năm 1415 Bernhard I mua lại xứ Hachberg và thêm một phần xứ Oberland. |
| Rudolf III Otto I, Phiên hầu tước xứ Hachberg-Sausenberg nhiếp chính giai đoạn (1352 – 1358);Walram III, Bá tước xứ Thierstein-Pffingen nhiếp chính giai đoạn (1358 – 1364) |                                                                 | 1343 – 8 tháng 2 năm 1428                     | 1352 – 8 tháng 2 năm 1428 | Baden-Hachberg-Sausenberg              | Adelheid xứ Lichtenberg 1373 Không có con Anna xứ Freiburg-Neuenburg 1387 13 người con | Đồng cai trị cùng Otto I xứ Hachberg-Sausenberg giai đoạn 1364 đến 1382. |
| Johann I |                                                                 | ? – 1409                                      | 9 tháng 6 năm 1386 – 1409 | Baden-Hachberg                         | Không kết hôn | Em trai (?) của Otto I, đồng cai trị cùng nhau. |
| Hesso |                                                                 | ? – 1410                                      | 9 tháng 6 năm 1386 – 1410 | Baden-Hachberg                         | Agnes xứ Geroldseck Không rõ thời gian kết hôn 3 người con Margaretha xứ Tübingen 1381 1 người con | Em trai (?) của Otto I, đồng cai trị cùng nhau. |
| Otto II |                                                                 | ? – 1418                                      | 1410 – 21 tháng 7 năm 1415 | Baden-Hachberg                         | Không kết hôn | Năm 1415 ông bán xứ Baden-Hachberg cho chú họ của mình. Tuy nhiên ông vẫn tự xưng là Phiên hầu tước xứ Hachberg cho đến khi qua đời năm 1418. |
| Wilhelm |                                                                 | 11 tháng 7 năm 1406 – 15 tháng 8 năm 1482     | 8 tháng 2 năm 1428 – 21 tháng 6 năm 1441 | Baden-Hachberg-Sausenberg              | Elizabeth xứ Montfort-Bregenz 1387 3 người con | Năm 1441 thoái vị để nhường ngôi cho hai con là Rudolf và Hugo. |
| Jakob I |                                                                 | 15 tháng 3 năm 1407 – 13 tháng 10 năm 1453    | 5 tháng 4 năm 1431 – 13 tháng 10 năm 1453 | Baden                                  | Katharina xứ Lothringen 25 tháng 7 năm 1422 7 người con | Khi còn trẻ ông quản lý đất phong Hohenberg cho đến khi tiếp nhận cai trị xứ Baden vào năm 24 tuổi. |
| Hugo |                                                                 | c. 1424 – 1444                                | 21 tháng 6 năm 1441 – 1444 | Baden-Hachberg-Sausenberg              | Không kết hôn | Đồng cai trị. Năm 1452 Rudolf IV xứ Baden-Hachberg-Sausenberg thừa hưởng Bá quốc Neuchâtel từ Thụy Sĩ. |
| Rudolf IV Johann xứ Freiburg-Neuchâtel nhiếp chính giai đoạn (1441 – 1444)                                                                                                  |                                                                 | 1426/1427 – 25 tháng 4 năm 1487               | 21 tháng 6 năm 1441 – 25 tháng 4 năm 1487 | Baden-Hachberg-Sausenberg              | Marguerite xứ Vienne 1446/1447 Ít nhất 2 người con | Đồng cai trị. Năm 1452 Rudolf IV xứ Baden-Hachberg-Sausenberg thừa hưởng Bá quốc Neuchâtel từ Thụy Sĩ. |
| Bernhard II |                                                                 | 1428/1429 – 15 tháng 7 năm 1458               | 13 tháng 10 năm 1453 – 15 tháng 7 năm 1458 | Baden                                  | Không kết hôn | Đồng cai trị cùng nhau. Geogr, Phiên hầu tước xứ Baden từ nhiệm chức vị tuyển hầu tước năm 1454 và trở thành Giám mục thành Metz. |
| Georg |                                                                 | 1433 – 11 tháng 2 năm 1484                    | 13 tháng 10 năm 1453 – 1454 | Baden                                  | Không kết hôn | Đồng cai trị cùng nhau. Geogr, Phiên hầu tước xứ Baden từ nhiệm chức vị tuyển hầu tước năm 1454 và trở thành Giám mục thành Metz. |
| Karl I |                                                                 | 1427 – 24 tháng 2 năm 1475                    | 1454 – 24 tháng 2 năm 1475 | Baden                                  | Katharina của Áo 13/15 tháng 7 năm 1447 6 người con | Đồng cai trị cùng nhau. Geogr, Phiên hầu tước xứ Baden từ nhiệm chức vị tuyển hầu tước năm 1454 và trở thành Giám mục thành Metz. |
| Christoph I |                                                                 | 13 tháng 11 năm 1453 – 19 tháng 3 năm 1527    | 24 tháng 2 năm 1475 – 19 tháng 3 năm 1527 | Baden                                  | Ottilie xứ Katzenelnbogen 30 tháng 1 năm 1468 15 người con | Năm 1503 sát nhập xứ Baden-Hachberg-Sausenberg. Sau này từ nhiệm do sức khỏe yếu, nhường lại ngôi vị cho các con mình và do đó phân chia nhà nước Baden trở lại. |
| Philipp |                                                                 | 1454 – 9 tháng 9 năm 1503                     | 25 tháng 4 năm 1487 – 9 tháng 9 năm 1503 | Baden-Hachberg-Sausenberg              | Maria xứ Savoia 1476/78 1 người con | Đồng thời là bá tước xứ Neuchâtel. Từ năm 1466 tự xưng là Lãnh chúa xứ Badenweiler. Sau khi ông mất xứ Baden-Hachberg-Sausenberg quay trở về sát nhập vào chính quốc Baden. Riêng đối với Bá quốc Neuchâtel thì chuyển sang cho con gái duy nhất của ông là Johanna cai trị. |
| Bernhard III |                                                                 | 7 tháng 10 năm 1474 – 29 tháng 6 năm 1536     | Không trước 26 tháng 7 năm 1515 – 29 tháng 6 năm 1536 | Baden-Baden                            | Franziska xứ Luxemburg 1535 2 người con | Người sáng lập nhánh Baden-Baden. Sau khi mất các con của ông phân chia xứ Baden-Baden: Christoph nhận đất Baden-Rodemachern còn Philibert giữ đất Baden-Baden. Tuy vậy thì vì cả hai còn nhỏ nên trên danh nghĩa thì hai vùng đất lúc này vẫn thống nhất dưới nhiếp chính là Franziska xứ Luxemburg. |
| Ernst I |                                                                 | 7 tháng 10 năm 1482 – 6 tháng 2 năm 1553      | 1 tháng 8 năm 1515 – 6 tháng 2 năm 1553 | Baden-Durlach                          | Elisabeth xứ Brandenburg-Ansbach 29 tháng 9 năm 1510 7 người con Ursula xứ Rosenfeld (Hôn nhân không tương xứng) Sau 31 tháng 5 năm 1518 3 người con Anna Bombast von Hohenheim (Hôn nhân quý tiện) 1 tháng 3 năm 1544 Không có con                                                                                      | Sáng lập nhánh Baden-Durlach. |
| Philipp I |                                                                 | 6 tháng 11 năm 1479 – 17 tháng 9 năm 1533     | Không trước 26 tháng 7 năm 1515 – 17 tháng 9 năm 1533 | Baden-Sponheim                         | Elisabeth xứ Pfalz (Hôn nhân quý tiện) 3 tháng 1 năm 1503 6 người con | Mất mà không có con nối dõi. Các vùng đất mà ông thừa kế được hai phiên hầu quốc Baden-Baden và Baden-Durlach chia nhau cai trị. |
| Philibert Franziska xứ Luxemburg nhiếp chính giai đoạn (1436 – 1454) |                                                                 | 22 tháng 1 năm 1536 – 3 tháng 10 năm 1569     | 29 tháng 6 năm 1536 – 3 tháng 10 năm 1569 | Baden-Baden                            | Mechthild xứ Bayern 17 tháng 1 năm 1557 5 người con | |
| Christoph II |                                                                 | 26 tháng 2 năm 1537 – 2 tháng 8 năm 1575      | 26 tháng 2 năm 1556 – 2 tháng 8 năm 1575 | Baden-Baden-Rodemachern                | Cecilia của Thụy Điển 11 tháng 11 năm 1564 6 người con | |
| Bernhard/ Bernhard IV |                                                                 | 1547 – 20 tháng 1 năm 1553                    | 26 tháng 9 năm 1552 – 20 tháng 1 năm 1553 | Baden-Durlach (Vùng hạ Phiên hầu quốc) | Không kết hôn | Không có con nối dõi. Xứ Durlach sau chuyển cho em trai là Karl II. |
| Karl II |                                                                 | 24 tháng 7 năm 1529 – 23 tháng 3 năm 1577     | 26 tháng 9 năm 1552 (Thượng Baden-Durlach); 20 tháng 1 năm 1553 (Xứ Baden-Durlach, đồng cai trị với cha); 6 tháng 2 năm 1553 (Cai trị xứ Baden-Durlach một mình) – 23 tháng 3 năm 1577 | Baden-Durlach                          | Kunigunde xứ Brandenburg-Kulmbach 10 tháng 3 năm 1551 2 người con Anna xứ Pfalz-Veldenz 1 tháng 8 năm 1558 6 người con | Sau khi ông mất xứ Baden Durlach bị xẻ ra cho ba người con trai từ cuộc hôn nhân thứ hai của ông theo ba nhánh tôn giáo khác biệt nhau: Georg Friedrich theo Luther (tôn giáo của cha mình) cai trị xứ Baden-Durlach-Sausenberg, Jakob III theo Công giáo cai trị xứ Baden-Durlach-Hachberg. Phần đất Baden Durlach còn lại giao cho anh cả theo Tin lành là Ernst Friedrich cai trị. Vì cả ba còn nhỏ nên Phiên hầu quốc này vẫn thống nhất trên danh nghĩa cho tới năm 1884. |
| Philipp II Albrecht V xứ Bayern nhiếp chính giai đoạn (1569 – c. 1577) |                                                                 | 19 tháng 2 năm 1559 – 17 tháng 6 năm 1588     | 3 tháng 10 năm 1569 – 17 tháng 6 năm 1588 | Baden-Baden                            | Không kết hôn | Mất mà không có con nối dõi. Phiên hầu quốc chuyển qua cho chú của mình là Eduard Fortunat thuộc nhánh Baden-Baden-Rodemachern cai trị. |
| Eduard Fortunat |                                                                 | 17 tháng 9 năm 1565 – 18 tháng 6 năm 1600     | 2 tháng 8 năm 1575 – 17 tháng 6 năm 1588 | Baden-Baden-Rodemachern                | Maria xứ Eicken 13 tháng 3 năm 1591 4 người con | Con Christoph II. Năm 1588 nhận xứ Baden từ Philipp II xứ Baden-Baden và nhượng xứ Baden-Baden-Rodemachern cho em trai Philip III (hoặc Philip IV). Năm 1594 Baden-Baden bị xứ Baden-Durlach đánh chiếm. |
| Eduard Fortunat | 17 tháng 6 năm 1588 – 18 tháng 6 năm 1600                       | 17 tháng 9 năm 1565 – 18 tháng 6 năm 1600     | Baden-Baden (Từ 1594 là Hạ) |                                        | Maria xứ Eicken 13 tháng 3 năm 1591 4 người con | Con Christoph II. Năm 1588 nhận xứ Baden từ Philipp II xứ Baden-Baden và nhượng xứ Baden-Baden-Rodemachern cho em trai Philip III (hoặc Philip IV). Năm 1594 Baden-Baden bị xứ Baden-Durlach đánh chiếm. |
| Jakob III |                                                                 | 26 tháng 5 năm 1562 – 17 tháng 8 năm 1590     | 1584 – 17 tháng 8 năm 1590 | Baden-Durlach-Hachberg                 | Elisabeth xứ Pallandt-Culemborg 6 tháng 9 năm 1584 4 người con | Con thứ hai của Karl II xứ Baden-Durlach, nhận đất Baden-Durlach-Hachberg. Sau khi ông mất thì xứ Durlach-Hachberg sát nhập lại vào Phiên hầu quốc Baden-Durlach dưới sự cai trị của Ernst Friedrich. |
| Philipp III/IV |                                                                 | 15 tháng 8 năm 1567 – 6 tháng 11 năm 1620     | 17 tháng 6 năm 1588 – 6 tháng 11 năm 1620 | Baden-Baden-Rodemachern                | Không kết hôn | Năm 1588 thừa huởng xứ Baden-Rodemachen từ anh trai Eduard Fortunat. Năm 1605 tuyển quân nhằm đánh chiếm xứ Baden-Baden nhưng không thành công. Sau đó ông bị giam cầm ở cả Durlach lẫn lâu đài Hochburg cho đến lúc mất. Xứ Baden-Rodemachern sau chuyển giao cho cháu ông và cũng là con của Eduard Fortunat là Hermann Fortunat. |
| Ernst Jakob Ernst Friedrich, Phiên hầu tước xứ Baden-Durlach nhiếp chính |                                                                 | 24 tháng 8 năm 1590 – 29 tháng 5 năm 1591     | 24 tháng 8 năm 1590 – 29 tháng 5 năm 1591 | Baden-Durlach-Hachberg                 | Không kết hôn | Con sau sinh mất cha của Jakob III xứ Baden-Hachberg, mất khi còn trẻ (chưa đầy 1 tuổi). Sau khi mất các vùng đất mà ông nắm giữ chuyển qua cho vị nhiếp chính bất hợp pháp của ông là Ernst Friedrich xứ Baden-Durlach. |
| Ernst Friedrich Anna xứ Platz-Velden; Ludwig, Công tước xứ Württemberg; Ludwig VI, Hành cung Tuyển hầu tước nhiếp chính giai đoạn (1577 – 1584)                             |                                                                 | 17 tháng 10 năm 1560 – 14 tháng 4 năm 1604    | 23 tháng 3 năm 1577 – 14 tháng 4 năm 1604 | Baden-Durlach                          | Anna xứ Đông Frisia 21 tháng 12 năm 1585 Không có con | Con cả Karl II xứ Baden-Durlach, nhận phần đất Baden-Dulach còn lại. Không có con thừa kế, phần đất sau đó được chuyển sang cho em trai Georg Friedrich xứ Baden-Durlach-Sausenberg cai trị. Chiếm Thượng Baden-Baden và chuyển quyền cai trị sang cho em trai của mình sau khi mất. |
| Ernst Friedrich Anna xứ Platz-Velden; Ludwig, Công tước xứ Württemberg; Ludwig VI, Hành cung Tuyển hầu tước nhiếp chính giai đoạn (1577 – 1584)                             | 21 tháng 11 năm 1594 – 14 tháng 4 năm 1604                      | 17 tháng 10 năm 1560 – 14 tháng 4 năm 1604    | Baden-Baden (Thượng) |                                        | Anna xứ Đông Frisia 21 tháng 12 năm 1585 Không có con | Con cả Karl II xứ Baden-Durlach, nhận phần đất Baden-Dulach còn lại. Không có con thừa kế, phần đất sau đó được chuyển sang cho em trai Georg Friedrich xứ Baden-Durlach-Sausenberg cai trị. Chiếm Thượng Baden-Baden và chuyển quyền cai trị sang cho em trai của mình sau khi mất. |
| Georg Friedrich Ernst Friedrich, Phiên hầu tước xứ Baden-Durlach; Jakob III, Phiên hầu tước xứ Baden-Hachberg; Anna xứ Platz-Velden nhiếp chính giai đoạn (1584 – 1595)     |                                                                 | 30 tháng 1 năm 1573 – 24 tháng 9 năm 1638     | 1584 – 14 tháng 4 năm 1604 | Baden-Durlach-Sausenberg               | Juliane Ursula xứ Salm-Neufville 2 tháng 7 năm 1592 15 người con Agathe xứ Erbach 23 tháng 10 năm 1614 3 người con Elisabeth Stolz (Hôn nhân quý tiện) 29 tháng 7 năm 1621 Không có con | Con thứ 3 của Karl II, nhận đất Baden-Durlach-Sausenberg. Nhận xứ Baden-Baden và thống nhất xứ Baden-Durlach vào cùng năm 1604 sau khi anh hai ông mất và cai trị 2 vùng đất này cho đến năm 1622. |
| Georg Friedrich Ernst Friedrich, Phiên hầu tước xứ Baden-Durlach; Jakob III, Phiên hầu tước xứ Baden-Hachberg; Anna xứ Platz-Velden nhiếp chính giai đoạn (1584 – 1595)     | 14 tháng 4 năm 1604 – Sau 6 tháng 5 năm 1622                    | 30 tháng 1 năm 1573 – 24 tháng 9 năm 1638     | Baden-Baden (Thượng) |                                        | Juliane Ursula xứ Salm-Neufville 2 tháng 7 năm 1592 15 người con Agathe xứ Erbach 23 tháng 10 năm 1614 3 người con Elisabeth Stolz (Hôn nhân quý tiện) 29 tháng 7 năm 1621 Không có con | Con thứ 3 của Karl II, nhận đất Baden-Durlach-Sausenberg. Nhận xứ Baden-Baden và thống nhất xứ Baden-Durlach vào cùng năm 1604 sau khi anh hai ông mất và cai trị 2 vùng đất này cho đến năm 1622. |
| Georg Friedrich Ernst Friedrich, Phiên hầu tước xứ Baden-Durlach; Jakob III, Phiên hầu tước xứ Baden-Hachberg; Anna xứ Platz-Velden nhiếp chính giai đoạn (1584 – 1595)     | 14 tháng 4 năm 1604 – 26 tháng 8 năm 1622                       | 30 tháng 1 năm 1573 – 24 tháng 9 năm 1638     | Baden-Durlach |                                        | Juliane Ursula xứ Salm-Neufville 2 tháng 7 năm 1592 15 người con Agathe xứ Erbach 23 tháng 10 năm 1614 3 người con Elisabeth Stolz (Hôn nhân quý tiện) 29 tháng 7 năm 1621 Không có con | Con thứ 3 của Karl II, nhận đất Baden-Durlach-Sausenberg. Nhận xứ Baden-Baden và thống nhất xứ Baden-Durlach vào cùng năm 1604 sau khi anh hai ông mất và cai trị 2 vùng đất này cho đến năm 1622. |
| Hermann Fortunat |                                                                 | 23 tháng 1 năm 1595 – 4 tháng 1 năm 1655      | 6 tháng 11 năm 1620 – 4 tháng 1 năm 1655 | Baden-Baden-Rodemachern                | Antonie Elisabeth xứ Criechingen 18 tháng 4 năm 1627 3 người con Marie Sidonie xứ Daun-Falkenstein Sâu 12 tháng 1 năm 1635 và 2 người con | Con thứ hai của Eduard Fortunat, thừa hưởng xứ Baden-Rodemachern từ chú mình. |
| Wilhelm I/II |                                                                 | 30 tháng 7 năm 1593 – 22 tháng 5 năm 1677     | Sau 6 tháng 5 năm 1622 – 22 tháng 5 năm 1677 | Baden-Baden                            | Katharina Ursula xứ Hohenzollern-Hechingen 13 tháng 10 năm 1624 14 người con Maria Magdalena xứ Oettingen-Baldern 1650 5 người con | Con cả Eduard Fortunat Năm 1622 khôi phục quyền cai trị toàn xứ Baden-Baden. |
| Friedrich V Người anh em |                                                                 | 6 tháng 7 năm 1594 – 8 tháng 9 năm 1659       | 26 tháng 8 năm 1622 – 8 tháng 9 năm 1659 | Baden-Durlach                          | Barbara xứ Württemberg 21 tháng 12 năm 1616 7 người con Eleonore xứ Solms-Laubach 8 tháng 10 năm 1627 3 người con Maria Elisabeth xứ Waldeck-Eisenberg 21 tháng 1 năm 1634 7 người con Anna Maria xứ Hohen-Geroldseck 13 tháng 2 năm 1644 Không có con Elisabeth Eusebia xứ Fürstenberg 20 tháng 5 năm 1650 Không có con | |
| Friedrich VI Kẻ Chinh phục người Thổ |                                                                 | 16 tháng 11 năm 1617 – 10/31 tháng 1 năm 1677 | 8 tháng 9 năm 1659 – 10/31 tháng 1 năm 1677 | Baden-Durlach                          | Christine Magdalene xứ Pfalz-Zweibrücken-Kleeburg 30 tháng 11 năm 1642 3 người con Johanna Bayer xứ Sendau (Hôn nhân quý tiện) Sau 4 tháng 8 năm 1662 3 người con | |
| Karl Wilhelm |                                                                 | 1627 – 1666                                   | 4 tháng 1 năm 1655 – 1666 | Baden-Baden-Rodemachern                | Không kết hôn | Mất mà không có con nối dõi. Vùng đất này sau đó sát nhập vào xứ Baden-Baden. |
| Ludwig Wilhelm Kẻ Chinh phục người Thổ |                                                                 | 8 tháng 4 năm 1655 – 4 tháng 1 năm 1707       | 22 tháng 5 năm 1677 – 4 tháng 1 năm 1707 | Baden-Baden                            | Franziska Sibylla Augusta xứ Sachsen-Lauenburg 27 tháng 3 năm 1690 9 người con | |
| Friedrich VII Magnus |                                                                 | 23 tháng 9 năm 1647 – 25 tháng 6 năm 1709     | 10/31 tháng 1 năm 1677 – 25 tháng 6 năm 1709 | Baden-Durlach                          | Augusta Maria xứ Schleswig-Holstein-Gottorf 15 tháng 5 năm 1670 11 người con | |
| Ludwig Georg Thợ săn Franziska Sibylla xứ Sachsen-Lauenburg nhiếp chính giai đoạn (1707 – 1727)                                                                             | Tập tin:Porträt des Markgrafen Ludwig Georg von Baden-Baden.png | 7 tháng 6 năm 1702 – 22 tháng 10 năm 1761     | 4 tháng 1 năm 1707 – 22 tháng 10 năm 1761 | Baden-Baden                            | Maria Anna xứ Schwarzenberg 18 tháng 3/8 tháng 4 năm 1721 4 người con Maria Anna Josepha xứ Bayern 20 tháng 7 năm 1755 Không có con | Mất mà không có con nối dõi.Chú của ông là August Georg xứ Baden-Baden lên ngôi. |
| Karl III Wilhelm |                                                                 | 17/27 tháng 1 năm 1679 – 12 tháng 5 năm 1738  | 25 tháng 6 năm 1709 – 12 tháng 5 năm 1738 | Baden-Durlach                          | Magdalena Wilhelmine xứ Württemberg 8 tháng 7 năm 1697 3 người con | |
| August Georg |                                                                 | 4 tháng 1 năm 1706 – 21 tháng 10 năm 1771     | 22 tháng 10 năm 1761 – 21 tháng 10 năm 1771 | Baden-Baden                            | Maria Viktoria Pauline xứ Arenberg 22 tháng 10 năm 1761 Không có con | Lên ngôi sau khi từ chức tại các vị trí mà ông đang tại nhiệm trong giáo hội dưới sự cho phép của giáo hoàng. Mất mà không có con nối dõi. Vùng đất sau sát nhập vào xứ Baden-Durlach, qua đó thống nhất lãnh thổ trên toàn xứ Baden. |
| Karl Friedrich Karl August xứ Baden-Durlach nhiếp chính giai đoạn (1738 – 1746)                                                                                             |                                                                 | 22 tháng 11 năm 1728 – 10 tháng 6 năm 1811    | 12 tháng 5 năm 1738 – 21 tháng 10 năm 1771 | Baden-Durlach                          | Karoline Luise xứ Hessen-Darmstadt 28 tháng 1 năm 1751 3 người con Luise Karoline xứ Hochberg (Hôn nhân quý tiện) 24 tháng 11 năm 1787 5 người con | Con của Trữ quân Friedrich xứ Baden-Durlach. Năm 1771 thống nhất toàn xứ Baden. Sát nhập nhiều vùng lãnh thổ trong thời kỳ mà mình cai trị (nhất là từ khi trở thành Tuyển hầu tước năm 1803 và Đại Công tước năm 1806). Ông cũng sửa luật kế vị, qua đó con cả của cuộc hôn nhân thứ hai có thể trở thành Đại Công tước. |
| Karl Friedrich Karl August xứ Baden-Durlach nhiếp chính giai đoạn (1738 – 1746)                                                                                             | 21 tháng 10 năm 1771 – 27 tháng 4 năm 1803                      | 22 tháng 11 năm 1728 – 10 tháng 6 năm 1811    | Baden |                                        | Karoline Luise xứ Hessen-Darmstadt 28 tháng 1 năm 1751 3 người con Luise Karoline xứ Hochberg (Hôn nhân quý tiện) 24 tháng 11 năm 1787 5 người con | Con của Trữ quân Friedrich xứ Baden-Durlach. Năm 1771 thống nhất toàn xứ Baden. Sát nhập nhiều vùng lãnh thổ trong thời kỳ mà mình cai trị (nhất là từ khi trở thành Tuyển hầu tước năm 1803 và Đại Công tước năm 1806). Ông cũng sửa luật kế vị, qua đó con cả của cuộc hôn nhân thứ hai có thể trở thành Đại Công tước. |

1. ↑  Đánh số thứ tự là III nhằm tưởng nhớ Jacob xứ Baden, giám mục thành Trier, thường được đánh số thứ tự là II nhưng không cai trị một vùng đất Baden nào cả.
2. ↑  Đánh số thứ tự là V nhằm tưởng nhớ Friedrich xứ Baden, Giám mục thành Utrecht, người thường được đánh số thứ tự là IV nhưng không cai trị một vùng đất Baden nào cả.

## Tuyển hầu quốc Baden, 1803 – 1806
| Tên            | Chân dung | Sinh – mất                                 | Thời gian cai trị                         | Hôn nhân |
| -------------- | --------- | ------------------------------------------ | ----------------------------------------- | --- |
| Karl Friedrich |           | 22 tháng 11 năm 1728 – 10 tháng 6 năm 1811 | 27 tháng 4 năm 1803 – 25 tháng 7 năm 1806 | Karoline Luise xứ Hessen-Darmstadt 28 tháng 1 năm 1751 3 người con Luise Karoline xứ Hochberg (Hôn nhân quý tiện) 24 tháng 11 năm 1787 5 người con |

## Đại Công tước Baden, 1806 – 1918
| Tên                                                   | Chân dung | Sinh – mất                                 | Thời gian cai trị                          | Hôn nhân |
| ----------------------------------------------------- | --------- | ------------------------------------------ | ------------------------------------------ | --- |
| Karl Friedrich                                        |           | 22 tháng 11 năm 1728 – 10 tháng 6 năm 1811 | 25 tháng 7 năm 1806 – 10 tháng 6 năm 1811  | Karoline Luise xứ Hessen-Darmstadt 28 tháng 1 năm 1751 3 người con Luise Karoline xứ Hochberg (Hôn nhân quý tiện) 24 tháng 11 năm 1787 5 người con |
| Karl I                                                |           | 8 tháng 7 năm 1786 – 8 tháng 12 năm 1818   | 10 tháng 6 năm 1811 – 8 tháng 12 năm 1818  | Stéphanie de Beauharnais 8 tháng 4 năm 1806 5 người con                                                                                            |
| Ludwig I                                              |           | 9 tháng 2 năm 1763 – 30 tháng 3 năm 1830   | 8 tháng 12 năm 1818 – 30 tháng 3 năm 1830  | Không kết hôn |
| Leopold I                                             |           | 29 tháng 8 năm 1790 – 24 tháng 4 năm 1852  | 30 tháng 3 năm 1830 – 24 tháng 4 năm 1852  | Sofia của Thụy Điển 25 tháng 7 năm 1819 8 người con                                                                                                |
| Ludwig II Đại công tử Friedrich von Baden nhiếp chính |           | 15 tháng 8 năm 1824 – 22 tháng 1 năm 1858  | 24 tháng 4 năm 1852 – 5 tháng 9 năm 1856   | Không kết hôn |
| Friedrich I                                           |           | 9 tháng 9 năm 1826 – 28 tháng 9 năm 1907   | 5 tháng 9 năm 1856 – 28 tháng 9 năm 1907   | Luise của Phổ 20 tháng 9 năm 1856 3 người con |
| Friedrich II                                          |           | 9 tháng 7 năm 1857 – 9 tháng 8 năm 1928    | 28 tháng 9 năm 1907 – 22 tháng 11 năm 1918 | Hilda xứ Nassau 20 tháng 9 năm 1885 Không có con                                                                                                   |

## Người đứng đầu nhà Zähringen từ năm 1918
| Tên                       | Chân dung | Sinh – mất                                 | Thời gian giữ tước vị                      | Hôn nhân                                                        |
| ------------------------- | --------- | ------------------------------------------ | ------------------------------------------ | --------------------------------------------------------------- |
| Đại công tước Friedrich   |           | 9 tháng 7 năm 1857 – 9 tháng 8 năm 1928    | 22 tháng 11 năm 1918 – 9 tháng 8 năm 1928  | Hilda xứ Nassau 20 tháng 9 năm 1885 Không có con                |
| Đại Công tước Maximilian  |           | 10 tháng 7 năm 1867 – 6 tháng 11 năm 1929  | 9 tháng 8 năm 1928 – 6 tháng 11 năm 1929   | Thyra của Đan Mạch 10 tháng 7 năm 1900 2 người con              |
| Phiên hầu tước Berthold   |           | 24 tháng 2 năm 1906 – 27 tháng 10 năm 1963 | 6 tháng 11 năm 1929 – 27 tháng 10 năm 1963 | Theodora của Hy Lạp và Đan Mạch 10 tháng 7 năm 1900 2 người con |
| Phiên hầu tước Maximilian |           | Sinh 3 tháng 7 năm 1933                    | 27 tháng 10 năm 1963 – Đương vị            | Đại Công nữ Valerie cuả Áo 23 tháng 9 năm 1966 4 người con      |

### Phả hệ nhà Zähringen sau năm 1918
- Leopold I, Đại Công tước (1790–1852)
  - Friedrich I, Đại Công tước (1826–1907)
    -  Friedrich II, Đại Công tước 1907–1928 (1857–1928)

  -  Vương tôn William xứ Baden (1829–1897)
    -  Maximilian, Đại Công tước trên danh nghĩa 1928–1929 (1867–1929)
      -  Berthold, Phiên hầu tước 1929–1963 (1906–1963)
        - Maximilian, Phiên hầu tước 1963–nay (sinh 1933)
          - Bernhard, Vương tôn Trữ quân xứ Baden (sinh 1970)
            - Vương tôn Leopold (sinh 2002)
            - Vương tôn Friedrich (sinh 2004)
            -  Vương tôn Karl-Wilhelm (sinh 2006)

          - Vương tôn Leopold (sinh 1971)
          -  Vương tôn Michael (sinh 1976)

        -  Vương tôn Ludwig xứ Baden (sinh 1937)
          -  Vương tôn Berthold xứ Baden (sinh 1976)